# Шћепан Крст
Шћепан Крст (познато и као Стјепан Крст) је насељено мјесто у општини Берковићи, Република Српска, БиХ. Према попису становништва из 2013. у насељу је живјело свега 22 становника.

## Становништво
| Националност | 2013. | 1991. |
| Срби         | 20    | 24    |
| Хрвати       | 2     | 167   |
| Укупно       | 22    | 191   |

| Демографија | Демографија | Демографија |
| Година      | Становника  | Становника  |
| ----------- | ----------- | ----------- |
| 1991.       | 191         |             |
| 2013.       | 22          |             |